# 扭果花旗杆
扭果花旗杆（学名：Dontostemon elegans）为十字花科花旗杆属下的一个种。